# Gumachanahalli, Mysore
Gumachanahalli là một làng thuộc tehsil Mysore, huyện Mysore, bang Karnataka, Ấn Độ.